# Xavi Simons
Xavi Simons   (Amsterdam, 21 d'abril de 2003), de nom complet Xavier Quentin Shay Simons, és un futbolista neerlandès que juga com a migcampista a la Bundesliga amb el RB Leipzig i a la selecció neerlandesa.
Originalment format a la Masia de Barcelona, va signar pel París Saint-Germain (PSG) el juliol del 2019, on inicialment s'uniria als sub-19 abans de fer el seu debut com a professional el febrer del 2021. Amb el PSG, Simons va guanyar un títol de la Lliga 1 i una Coupe de France. El 2022, va tornar als Països Baixos amb el PSV, amb què va guanyar la Copa KNVB, el Johan Cruyff Shield i el premi al màxim golejador de l'Eredivisie en la seva única temporada al club. Va tornar al PSG el 2023, i immediatament va ser cedit al RB Leipzig.

## Primers anys
Nascut a Amsterdam, Simons és fill de l'exfutbolista neerlandès Regillio Simons. Simons és d'origen surinàmic a través del seu pare.

## Carrera de club
Simons es va unir a la la Masia del FC Barcelona l'any 2010 provinent del CD Tháder, i va avançar ràpidament fins a convertir-se en un dels jugadors juvenils més ben valorats del club català, amb el Chelsea FC i el Reial Madrid intentant fitxar-lo de jove. Progressà a un gran nivell i esdevengué l'estrella de la seva promoció; la seva qualitat i la semblança amb el futbolista Carlos Valderrama (cabells rossos i reülls) li feren guanyar popularitat a través de les xarxes socials, tot i la seva edat.
A 15 anys, estant al Cadet B, el començà a representar Mino Raiola, i l'any següent, en el moment de signar el seu primer contracte professional, el Barça no va voler igualar les ofertes dels altres clubs.

### París Saint-Germain

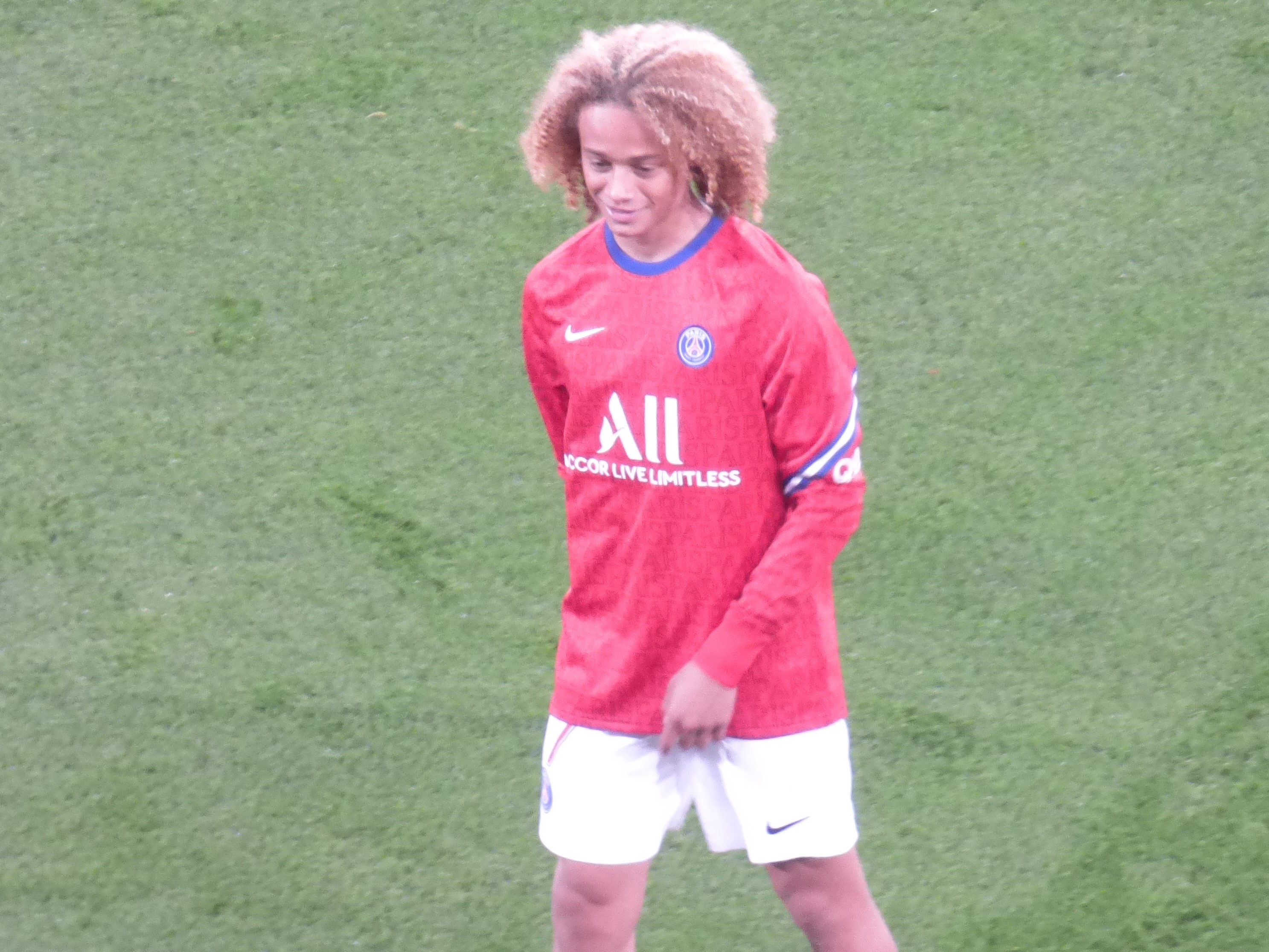
Simons amb el Paris Saint-Germain el 2020

El juliol del 2019, Simons es va traslladar al París Saint-Germain, havent revocat un nou contracte amb el Barcelona. El seu contracte amb el club parisenc era fins al 2022 i tindria un valor de fins a 1 milió d'euros anuals.
El 10 de febrer de 2021, Simons va debutar professionalment amb el PSG, substituint Julian Draxler en un partit de la Copa de França i que acabaria guanyant el seu club per 1-0 contra el Caen.
Simons ha representat els Països Baixos amb l'equip nacional sub-15, sub-16 i sub-17.
El març de 2020, el van incloure en la llista dels 50 millors jugadors menors de 19 anys en el món del futbol, de la web Goal "NxGn 2020". També va entrar en "La nova generació 2020" del diària The Guardian l'octubre del mateix any. Ha acumulat un gran nombre de seguidors a la plataforma de xarxes socials Instagram, amb més de 3 milions de seguidors. També té un contracte de patrocini amb el fabricant d'articles esportius Nike.

### PSV
El 28 de juny de 2022, Simons va signar un contracte de cinc anys amb el PSV, club de l'Eredivisie. Encara que al principi s'esperava que ampliés el seu contracte amb el PSG i s'unís al PSV en qualitat de cedit, la situació va canviar quan el PSV ja no va voler un acord de cessió. No obstant això, el PSG va negociar una clàusula de recompra de 6 milions d'euros al contracte de Simons, efectiva el 2023.
El 16 de juliol de 2023, el PSV va anunciar que Simons havia abandonat la concentració del club per tancar el seu traspàs al París Saint-Germain.

### Retorn al París Saint-Germain
El 19 de juliol de 2023, Simons va tornar al París Saint-Germain, signant un contracte de quatre anys després que el club activés una suposada clàusula de recompra de 6 milions d'euros en el seu contracte amb el PSV, en què Simons tenia la última paraula sobre el seu retorn.

#### Cessió al RB Leipzig
Immediatament després de ser fitxat de nou pel París Saint-Germain, Simons va ser cedit al club de la Bundesliga RB Leipzig per a la temporada 2023-24. Se li va assignar el dorsal número 20. El 12 d'agost de 2023, va debutar amb el club a la DFL-Supercup 2023, que el Leipzig va guanyar 0-3 al Bayern Múnic. El 25 d'agost, va marcar el seu primer gol a la Bundesliga en una victòria per 5-1 sobre el VfB Stuttgart, un partit en el qual també va registrar dues assistències. El 25 d'octubre, Simons va marcar el seu primer gol a la Lliga de Campions en una victòria per 3-1 sobre l'Estrella Roja de Belgrad. A més, va ser nomenat jugador del partit, ja que també va donar una assistència, per passar a ser el jugador neerlandès més jove, amb 20 anys i 187 dies, a aconseguir tant marcar com assistir a la competició des d'Arjen Robben el 2003. En el segon partit contra l'Estrella Roja de Belgrad el 7 de novembre, Simons va marcar el primer gol en una victòria per 2-1, assegurant-se la classificació per als vuitens de final. Al final de la temporada, Simons havia marcat vuit gols i registrat onze assistències en trenta-dues aparicions a la Bundesliga, acabant en segon lloc conjunt en assistències i ajudant l'RB Leipzig a aconseguir el quart lloc.
El 5 d'agost de 2024, Simons va tornar a ser cedit a l'RB Leipzig per a la resta de la temporada. El 12 de gener de 2025, amb motiu de la seva primera sortida des de l'octubre de 2024 a causa d'una lesió, Simons va marcar un doblet en una victòria per 4–2 sobre el Werder Bremen, el seu primer doblet a la Bundesliga en la seva 40a aparició a la competició.

### RB Leipzig
El 30 de gener de 2025, l'RB Leipzig va signar Simons amb un contracte permanent trasnfefit des del Paris Saint-Germain per 50 milions d'euros més 31 milions d'euros en bonificacions potencials. L'RB Leipzig va batre el seu rècord històric de traspàs més car per fitxar-lo amb un contracte fins al 2027.

## Carrera internacional
Simons ha representat els Països Baixos en les categories sub-15, sub-16, sub-17 i sub-19 i sub-21.
El 21 d'octubre del 2022, Simons va entrar a la preselecció de la selecció neerlandesa per primera vegada en la seva carrera. Unes setmanes més tard, va acabar sent convocat per al Mundial de Qatar pel seleccionador Louis van Gaal. El 3 de desembre va debutar al Mundial contra Estats Units amb una victòria per 3-1, als vuitens de final.